# Municipio de South Cedar
El municipio de South Cedar (en inglés: South Cedar Township) es un municipio ubicado en el condado de Saunders en el estado estadounidense de Nebraska. En el año 2010 tenía una población de 245 habitantes y una densidad poblacional de 3.16 personas por km².

## Geografía
El municipio de South Cedar se encuentra ubicado en las coordenadas 41°20′35″N 96°36′57″O / 41.34306, -96.61583. Según la Oficina del Censo de los Estados Unidos, el municipio tiene una superficie total de 77.5 km², de la cual 76,81 km² corresponden a tierra firme y (0.89 %) 0.69 km² es agua.

## Demografía
Según el censo de 2010, había 245 personas residiendo en el municipio de South Cedar. La densidad de población era de 3.16 hab./km². De los 245 habitantes, el municipio de South Cedar estaba compuesto por el 99.59 % blancos, el 0.41 % eran asiáticos. Del total de la población. el 0 % eran hispanos o latinos de cualquier raza.